# Bogdan Mikołaj Ostrowski
Bogdan Mikołaj Ostrowski z Nasiłowa herbu Leliwa – podkomorzy bracławski w 1778 roku, chorąży bracławski w 1768 roku, marszałek sądów, poseł województwa bracławskiego, konsyliarz województwa bracławskiego w konfederacji barskiej w 1768 roku, pułkownik powiatu bracławskiego w 1768 roku.
Marszałek sądów kapturowych województwa bracławskiego w 1764 roku, poseł na sejm elekcyjny 1764 roku z województwa bracławskiego. W 1764 roku był elektorem Stanisława Augusta Poniatowskiego z województwa bracławskiego.